# アジア・アフリカの競馬
アジア・アフリカの競馬（アジア・アフリカのけいば）では、アジア・アフリカの競馬について包括的に概説する。

## 概況
アジア・アフリカ地域は19世紀に欧米列強に植民地として分割され、イギリス人などによって近代競馬が持ち込まれた国が多い。植民地にならなかった日本においても江戸時代末期の開国直後に横浜の外国人居留地で競馬が行われており、例外ではない。
旧イギリス植民地の南アフリカは馬産も盛んで国際的にレベルの高い競馬を行っており、当初から『国際セリ名簿基準書』のパートIに認定されている。これに対してアジア諸国の競馬は欧米の伝統国に比べてレベルが極めて低かったが、日本は1981年のジャパンカップ創設以来段階的に外国調教馬への開放を進め、2007年からパートI国に昇格した。自国ではサラブレッドの生産をほとんど行っていない香港、シンガポール、アラブ首長国連邦は1990年代以降、外国産の一流馬を導入し、調教師や騎手も一流の外国人を招き入れたことで急速に発展し、2002年/2003年シーズンからアラブ首長国連邦、2016年/2017年シーズンから香港がパートIに昇格した。他方、シンガポールについてはパートIに昇格できないまま2010年代以降に退潮傾向に入り、唯一競馬を開催していたクランジ競馬場が再開発に伴いシンガポール政府へ土地が返還されることとなり、2024年10月を最後に約180年の競馬開催の歴史にピリオドを打った。
また、2000年代以降、パートIIIからパートIIへの昇格も相次いでおり、2004年/2005年シーズンからマカオ、2009年シーズンからトルコ、2017年シーズンから韓国、2021年/2022年シーズンからサウジアラビアとバーレーンがパートII国となっている。

## サラブレッドの平地競走開催国の認定状況
2024年現在。
| パートI                               | パートII                                                           | パートIII                      |
| ------------------------------------- | ------------------------------------------------------------------ | ------------------------------ |
| 日本 香港 アラブ首長国連邦 南アフリカ | 韓国 マレーシア インド トルコ サウジアラビア バーレーン ジンバブエ | カタール モーリシャス モロッコ |

## 各国の様子

### 東アジア
主要競馬開催国（地域）は、下記の各記事を参照。
- 日本の競馬
- 韓国の競馬
- 香港の競馬
- マカオの競馬

#### 中華人民共和国
1557年からポルトガルの居留地であったマカオと1842年からイギリスの植民地であった香港を除く中国本土での競馬は、1850年に上海の租界で始まった（詳細は「上海レースクラブ」を参照）。
20世紀前半には各都市や、関東州、満州で競馬が開催されていたが、1945年に禁止された。1949年に中華人民共和国が建国されてから賭け事が禁止され、「少数民族伝統体育運動会」などで国家体育総局の定めた競技規則に基づく「スピードレース（速度賽馬）」が行われていた。
1993年、改革開放の流れに乗って広東省広州市に広州競馬場が開設され、馬券も販売されていたが、1999年に政府の命令で閉鎖された。続く2000年代前半にも馬券販売の合法化を期待する投資家によって北京市の北京通順競馬場、湖南省武漢市の東方馬城国際競馬場などが建設されて競馬開催が行われたが、事実上の馬券である勝ち馬当てゲームを提供していた北京通順競馬場は2005年に開催が停止され、武漢競馬場では2008年に勝ち馬当ての的中者に抽選で賞品を提供する商業競馬の実験が実施されたが、馬券販売の合法化には至らなかった。その後、2010年代に賭け事なしの展示競走が再開され、2020年代初頭には中国馬術協会が武漢競馬場などで「速度賽馬」を開催しており、香港ジョッキークラブがトレーニングセンターとして開発した広州市従化区の従化競馬場でも2019年に展示競走が行われた後、2025年からの定期開催が計画されている。
2020年には「速度賽馬」を近代競馬として研究促進させることをうたった『全国馬産業発展計画（2020-2025）』が発表された。

#### 台湾
台湾では、日本統治時代の1928年から太平洋戦争で1942年に停止されるまで台北など複数の都市で競馬が開催されていた。
戦後は中華民国統治下で賭け事が禁止され、競馬は開催されていない。2018年に高雄市長選挙で国民党公認候補の韓国瑜が競馬場の開設を公約に掲げたが「奔放な主張」「実現困難なアイデア」と見なされていた。

#### モンゴル
- 伝統的にナーダムなどでエンデュランス競技が行われている。
- 「世界で最も長距離の乗馬レース」とされるモンゴルダービーが開催される。

### 東南アジア
主要競馬開催国（地域）は、下記の各記事を参照。
- シンガポールの競馬
- マレーシアの競馬
- タイの競馬

#### フィリピン
1867年、マニラ・ジョッキークラブの設立により競馬が始められた。この年にはポニーによる直線約400mのコースで競馬が行われていることが確認されている。1946年からサラブレッドによる競馬が開始される。
現在は、マニラ・ジョッキークラブ、フィリピン・レーシング・クラブ、メトロマニラ・タ－フクラブによって、サンラザロ競馬場、サンタアナパーク競馬場、メトロターフ競馬場で競馬が開催されているが、2023年には前2者で競馬が開催されなかった。
主要競走はグラン・コパ・デ・マニラ、1867ファウンダーズ・カップ、トリプル・クラウン・ステークス、プレジデンシャル・ゴールド・カップ、A・P・レイエス博士記念杯、他。

#### ベトナム
フランス植民地時代に直轄領コーチシナの首都サイゴン（ホーチミン市）で競馬が始められ、1931年にサイゴンレースクラブのフートー競馬場（プトー競馬場）が開場した。フランスからの独立後も南ベトナム（ベトナム共和国）の首都となったサイゴンで競馬が続いていたが1975年にサイゴン陥落でベトナム戦争が終結し、南ベトナムが崩壊すると競馬開催も停止した。1989年にベトナム政府の下で競馬開催が再開され、2005年に改装されてリニューアルオープンしたが、2011年に競馬開催が停止された。

### 南アジア
主要競馬開催国は、下記の各記事を参照。
- インドの競馬

### 中東
主要競馬開催国は、下記の各記事を参照。
- アラブ首長国連邦の競馬
- サウジアラビアの競馬
- バーレーンの競馬
- カタールの競馬
- トルコの競馬

### アフリカの競馬
主要競馬開催国は、下記の各記事を参照。
- 南アフリカの競馬
- ジンバブエの競馬

#### ケニア
イギリス植民地時代の20世紀初頭に発足したイーストアフリカン・ターフクラブによって本格的な競馬が始められ、同団体が1921年にケニアジョッキークラブに改称した。
2023年現在はケニアの首都ナイロビにあるンゴング競馬場で競馬が行われている。主要競走はケニアギニー（芝1600メートル）、ケニアダービー（芝2400メートル）、ケニアセントレジャー（芝2800メートル）、ケニアフィリーズギニー（芝1600メートル）、ケニアオークス（芝2400メートル）。